# 4+1 Sichtenmodell

Übersicht des 4+1-Sichten-Architekturmodells.

Das 4+1-Sichten-Softwarearchitekturmodell ist ein weit verbreitetes Modell der Sichten auf ein Softwaresystem, das von Philippe Kruchten zur „Beschreibung der Architektur eines Software-intensiven Systems auf der Grundlage von mehreren konkurrierenden Sichten“ entwickelt wurde.
Diese Sichten werden benutzt, um das System aus dem Blickwinkel der verschiedenen Stakeholder, wie Endnutzer, Entwickler oder Projektmanager zu beschreiben. Die vier Sichten des Modells sind logische, Entwicklungs-, Prozess- und physische Sicht (Kontext-, Baustein-, Verteilung- und Laufzeitsichten). Zusätzlich können Anwendungsfälle bzw. Szenarien mit aufgenommen werden, um die Architektur besser darzustellen, was das „+1“ ausdrücken soll. Es wurde mit dem UML-Tool Rational Rose bekannt.
Die 4+1-Sichten sind:
- Logische Sicht: Die logische Sicht beschäftigt sich mit der Funktionalität des Systems für den Endnutzer. Dabei werden verschiedene UML-Diagramme zur Darstellung benutzt, darunter Klassendiagramm, Kommunikationsdiagramm, Sequenzdiagramm.[2]

- Entwicklungssicht: Die Entwicklungssicht (auch Implementierungssicht) beschreibt das System vom Standpunkt eines Entwicklers und beschäftigt sich mit dem Softwaremanagement. Es wird als UML-Komponentendiagramm oder Paketdiagramm dargestellt.[2]

- Prozesssicht: Die Prozesssicht beschäftigt sich mit den dynamischen Aspekten des Systems. Er verdeutlicht die Prozesse des Systems und wie diese kommunizieren hinsichtlich des Laufzeitverhaltens. Er soll Parallelität, Verteilung, Integration, Performance und Skalierbarkeit beschreiben. Die entsprechenden UML-Diagramme beinhalten zum Beispiel das Aktivitätsdiagramm.[2]

- Physische Sicht: Die physische Sicht (oder auch Bereitstellungssicht) beschreibt das System vom Standpunkt des Systemarchitekten. Er beschäftigt sich mit der Verteilung der Softwarekomponenten auf physikalischer Ebene (also der Zuordnung dieser zu Hardware-Teilen) und der Kommunikation zwischen diesen Komponenten. Das zugehörige UML-Diagramm ist das Verteilungsdiagramm.[2]

- Szenarien: Die fünfte Sicht soll wichtige Anwendungsfälle oder Anwendungsszenarien aufzeigen. Diese beschreiben Abläufe zwischen Komponenten bzw. Prozessen und sollen helfen, Architekturelemente zu identifizieren, zu veranschaulichen und die Architektur zu überprüfen. Sie dienen auch als Startpunkt für erste Architekturtests bzw. Implementierungsentwürfe. Als UML-Diagramm wird das Anwendungsfalldiagramm eingesetzt.[2]